# Rhea Durham

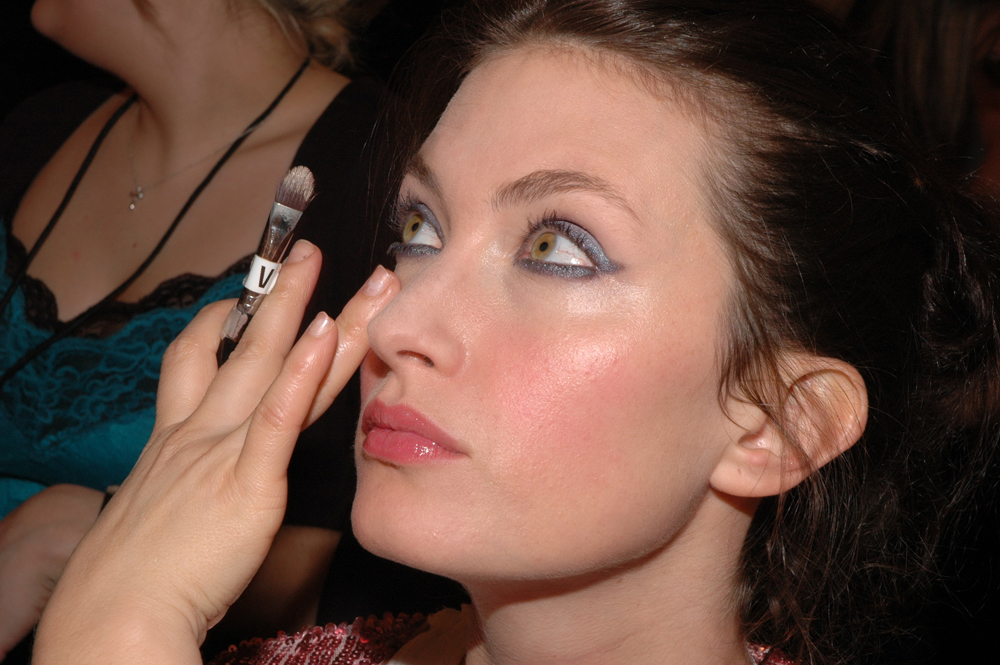
Rhea Durham, 2005

Rhea Durham (* 1. Juli 1978 in Lakeland, Florida) ist ein US-amerikanisches Fotomodell.

## Karriere
Ihre Modelkarriere begann mit ihrem ersten Vertrag mit einer Modelagentur 1995. Sie zierte bisher unter anderem Titelseiten der französischen Vogue, der amerikanischen Elle und der deutschen Cosmopolitan und lief auf Modenschauen für Christian Dior, Dolce & Gabbana sowie Versace.

## Privatleben
Seit 2001 lebt sie mit dem Schauspieler Mark Wahlberg zusammen. Das Paar hat vier gemeinsame Kinder (* 2003, * 2006, * 2008, * 2010) und ist seit dem 1. August 2009 verheiratet.